# Enrico Fovanna
Enrico Fovanna (Premosello, 23 aprile 1961) è uno scrittore e giornalista italiano.

## Biografia
Enrico Fovanna è nato il 23 aprile 1961. 
Esordisce nel 1996 con il romanzo Il pesce elettrico, giallo ambientato in Turchia, con il quale si aggiudica il Premio Stresa. 
Dal 1989 è giornalista del quotidiano Il Giorno di Milano, dove dal 2003 è responsabile della pagina delle Buone Notizie.

## Opere

### Romanzi
- Il pesce elettrico, Milano, Baldini & Castoldi, 1996 ISBN 88-8089-133-2. - Nuova edizione Firenze, Giunti, 2019 ISBN 978-88-09-89604-8.
- Tra Fès e Meknès, Trieste, EL, 1999 ISBN 88-477-0346-8.
- L'arte sconosciuta del volo, Firenze, Giunti, 2020 ISBN 88-09-88649-6.

### Saggistica
- L' isola e la terra: immagini del Lago d'Orta con Walter Zerla, Omegna, Oca blu, 1995 ISBN 88-900154-4-6.
- L' inventore dell'invisibile: vita di Franco Bardelli, Torino, UTET libreria, 2011 ISBN 978-88-02-08567-8.